# Grube Rosenhof

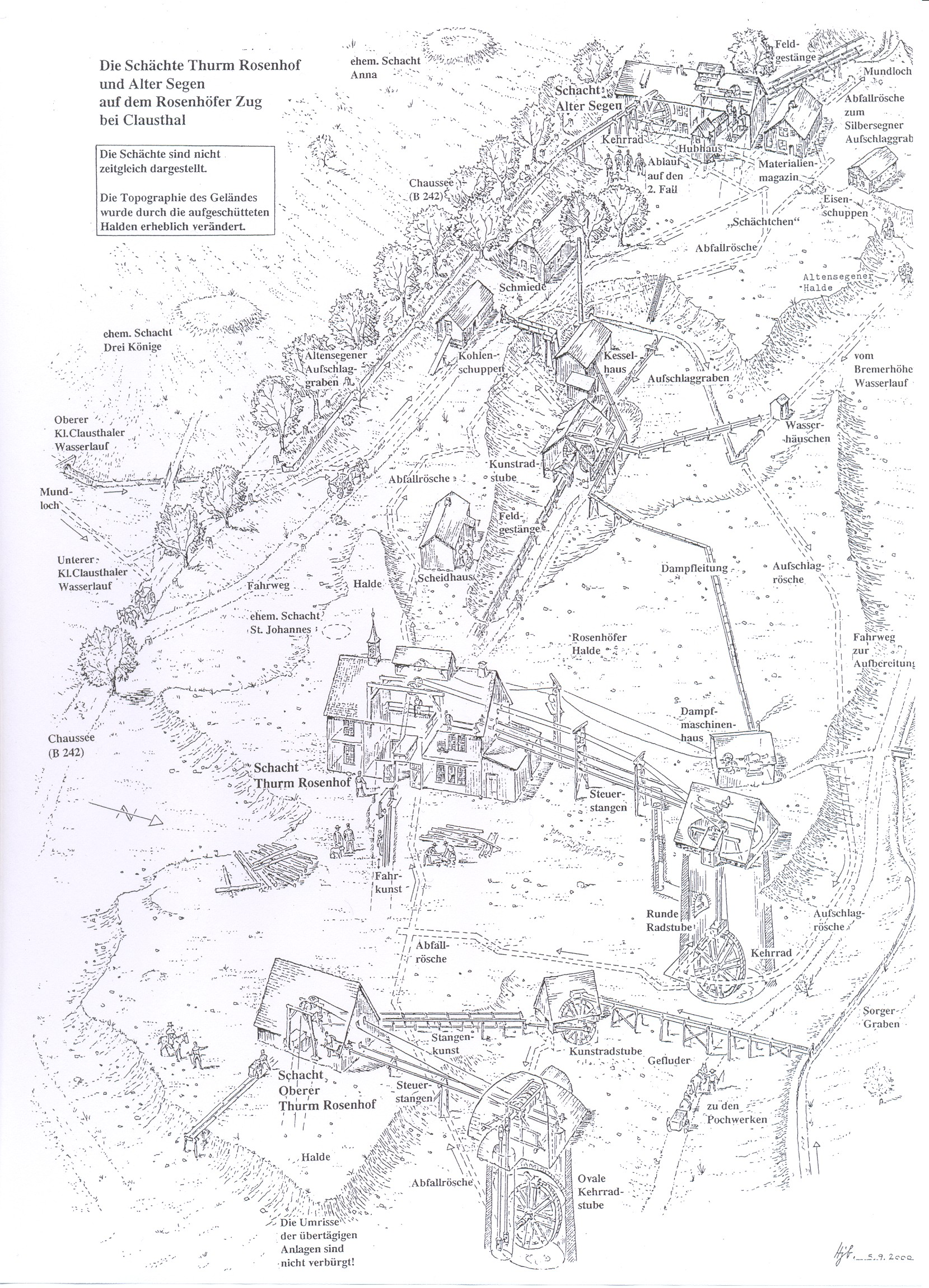
Zeichnerische Darstellung der übertägigen Anlagen an drei Schächten der Grube Rosenhof

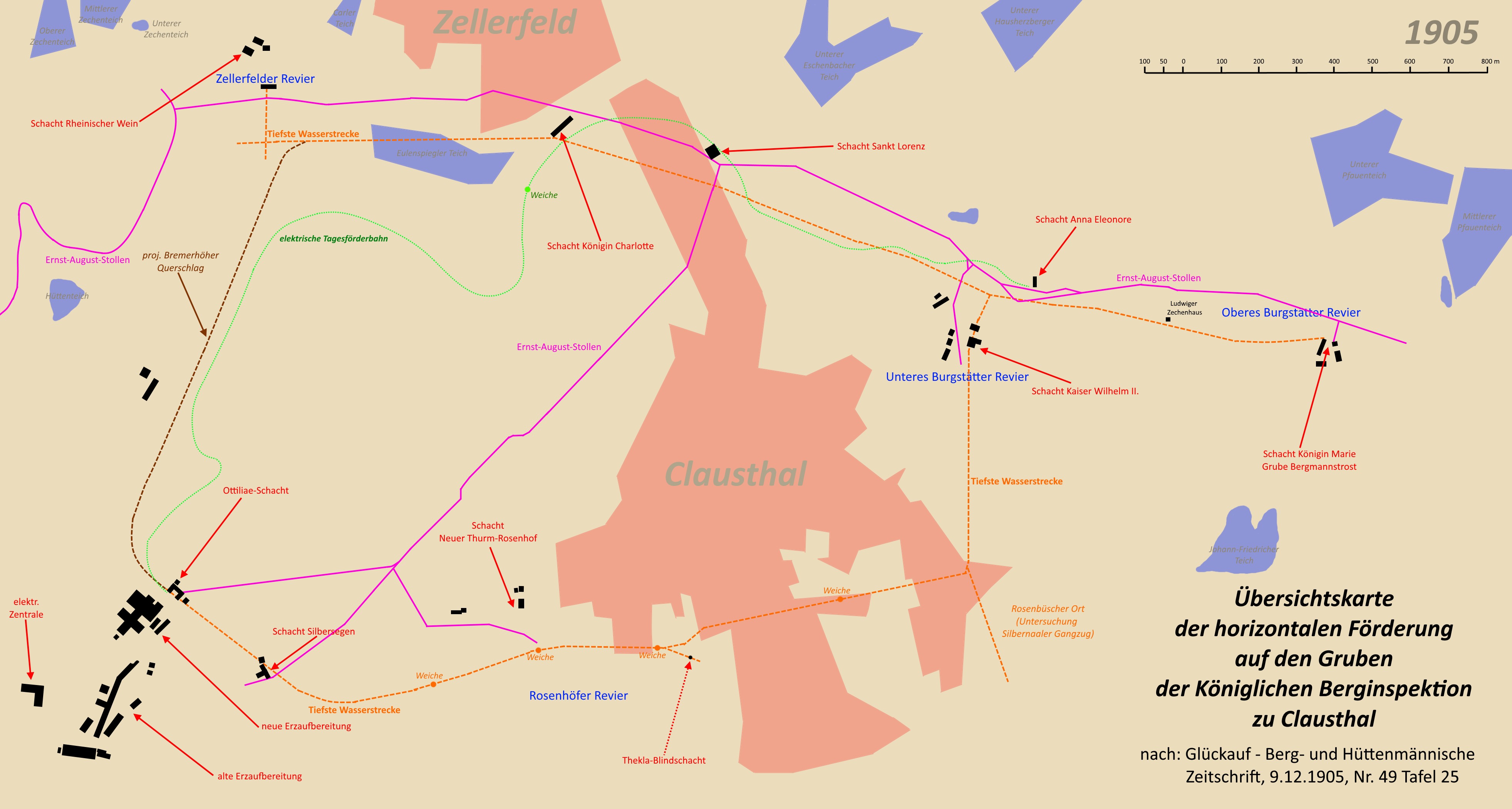
Übersichtskarte der horizontalen Förderung um Clausthal im Jahr 1905

Die Grube Rosenhof, wegen der Vielzahl der Anlagen auch Rosenhöfer Revier genannt, war ein Erzbergwerk westlich von Clausthal im Oberharz, das auf dem Rosenhöfer Gangzug baute.
Die Grube wurde ab dem 16. Jahrhundert betrieben. Die Stilllegung erfolgte im Jahre 1930 und die Grube gilt damit als eines der am längsten betriebenen Bergwerke des Oberharzes. Die Hauptabbauprodukte waren Blei, Kupfer und Silber, wobei das Silber die Haupteinnahmequelle darstellte.
Die Grube Rosenhof ist Bestandteil der Welterbe-Route des UNESCO-Welterbes im Harz.

## Geschichte
Ab Mitte des 16. Jahrhunderts verlief die Entwicklung des Bergbaus auf dem Rosenhöfer Gangzug zunächst isoliert von den benachbarten Erzgängen. Anfänglich bauten auf ihm die Gruben Sankt Anna, Drei Brüder, Thurmhof und Rosenhof. Aufgrund reicher Erzmittel kamen alle Gruben sehr schnell in Ausbeute, weshalb weitere Schächte auf dem Rosenhöfer Gangzug abgeteuft wurden.
Zur Wasserlösung wurden ab 1554 der Fürstenstollen und ab 1570 der Rabenstollen, letzterer beginnend im Rabental bei Frankenscharrnhütte, aufgefahren.
Um 1600 vereinigten sich die Gruben Thurmhof und Rosenhof zur neuen Grube Thurm-Rosenhof. Daneben existierten noch die Gruben Sankt Anna, Drei Brüder, Himmlisch Heer und Alter Segen. Im folgenden 17. Jahrhundert entstanden noch die Gruben Heilige Drei Könige, Sankt Johannes und Braune Lilie. Die Grube Alter Segen teufte einen zweiten Schacht ab (Liegender Alter Segen) und die Grube Thurm-Rosenhof bekam einen neuen Schacht (Unterer Thurm-Rosenhof; der vorher genutzte hieß dann Oberer Thurm-Rosenhof).
Ab 1799 übernahm der neue, innerhalb von nur 22 Jahren aufgefahrene, Tiefe Georg-Stollen die Wasserlösung sämtlicher Gruben des Rosenhöfer Reviers, in denen er eine Teufe von etwa 250 m einbrachte.
Mit der Zeit schlossen sich immer mehr ehemals eigenständige Gruben zu größeren Gewerkschaften zusammen. Anfang des 19. Jahrhunderts bauten nur noch drei Gruben auf dem Rosenhöfer Gangzug:
Zur Grube Thurm-Rosenhof, die inzwischen den Namen Neu-Thurm-Rosenhof trug, gehörten nun der Schacht Braune Lilie, Zilla und Sankt Johannes. Zum mittlerweile verbrochenen Schacht Braune Lilie hatte man über einen Querschlag auf der Sohle des Tiefen Georg-Stollens Zugang.
Der Schacht Drei Könige lag in Fristen und war querschlägig mit der Grube Alter Segen, der er angehörte.
Die dritte auf dem Rosenhöfer Gangzug bauende Grube, Silbersegen, hatte unterdessen den Schacht Himmlisch Heer übernommen, der sehr tonnlägig bei fast 45° war. Gleichzeitig teufte man den neuen und seigeren Silbersegener Schacht ab, der als neuer Förderschacht des Rosenhöfer Reviers dienen sollte. Dies war der erste seigere Schacht auf dem Rosenhöfer Gangzug.
1864 erfolgte der Durchschlag mit dem Ernst-August-Stollen, der den höherliegenden Tiefen Georg-Stollen als neuer Wasserlösungsstollen für den Oberharzer Bergbau „enterbte“. Vier Jahre später begann man im Nebengestein mit dem Abteufen des seigeren Ottiliae-Schachtes, der ab 1905 im Verbund mit der Tiefsten Wasserstrecke endgültig zum neuen Hauptförderschacht der Gruben des Rosenhöfer, Zellerfelder und Burgstätter Gangzuges wurde.
Im Oktober 1878 kam es im Schacht Unterer Thurm-Rosenhof zu einem schweren Unglück: Durch einen Bruch der Fahrkunst in 345 m Teufe starben elf Bergleute.
In der letzten Phase des Oberharzer Bergbaus übernahm das jetzt Grube Rosenhof bezeichnete Bergwerk die Gruben Silbersegen und Alter Segen. 1905 entstand der untertägige Thekla-Schacht, der als neuer Förderschacht den Schacht Unterer Thurm-Rosenhof ablöste. Letzterer wurde danach abgeworfen.
1930 wurde der Betrieb des Bergwerks und sämtlicher anderer Gruben um Clausthal-Zellerfeld aufgrund der Weltwirtschaftskrise und damit einhergehenden niedrigen Metallpreisen eingestellt.
Heute sind die Bergwerke weitgehend verfüllt, von den meisten Schächten nur noch Pingen sichtbar. Zu sehen sind noch die übertägigen Anlagen des Ottiliae-Schachtes sowie beeindruckende Radstuben des Schachtes Thurm Rosenhof. Die Besichtigung beider Anlagen ist über das Oberharzer Bergwerksmuseum in Clausthal-Zellerfeld möglich.

## Technische Beschreibung
Die Kraftwasserversorgung erfolgte über mehrere Anlagen des Oberharzer Wasserregals, insbesondere über den Oberen und den Unteren Rosenhöfer Fall und den Bremerhöher Graben.

### Schächte der Grube Rosenhof
Die folgende Aufzählung listet alle Schächte in chronologischer Reihenfolge.
- Schacht Sankt Anna (170 m Teufe)
- Schacht Drei Brüder (230 m Teufe)
- Schacht Oberer Thurm-Rosenhof (alter Schacht; 400 m Teufe)
- Schacht Himmlisch Heer (73 m Teufe)
- Schacht Alter Segen (430 m Teufe)
- Schacht Heilige Drei Könige (370 m Teufe)
- Schacht Sankt Johannes (170 m Teufe)
- Schacht Unterer Thurm-Rosenhof (neuer Schacht; 708 m Teufe)
- Schacht Braune Lilie (430 m Teufe)
- Schacht Liegender Alter Segen (430 m Teufe)
- Schacht Rosenbusch (100 m Teufe)
- Silbersegener Schacht (420 m Teufe)
- Ottiliae-Schacht (594 m Teufe)
- Thekla-Schacht (242 m Teufe)